# RS-505
Pour les articles homonymes, voir Route 505.
La RS 505 est une route locale du Nord-Ouest de l'État du Rio Grande do Sul qui relie la BR-392, sur le territoire de la municipalité de Santa Maria, au district de Santa Flora de la même commune. Elle dessert cette seule ville, et est longue de 19 km.